# Castle (Cardiff)
Castell (Cardiff)
Pour les articles homonymes, voir Castle.
Castle (prononcé /ˈkæs.əl/ en anglais) ou Castell (prononcé /ˈkasdɛɬ/ en gallois) est une communauté de la cité et comté de Cardiff, au pays de Galles.
Tirant son nom du château érigé par les Normands et abritant des lieux emblématiques (Millennium Stadium, université du pays de Galles, Crown Court, City Hall, bâtiments du Parc de Cathays, musée national, etc.), il constitue le cœur civil et sportif de Cardiff. Selon le recensement de 2011, la communauté compte 2 119 habitants.

## Géographie
La section électorale dénommée « Cathays » couvre la communauté de Cathays et celle de Castle.

## Démographie
La communauté compte 2 119 habitants selon le recensement de 2011.

### Sources
- (en) Cet article est partiellement ou en totalité issu de l’article de Wikipédia en anglais intitulé « Castle, Cardiff » (voir la liste des auteurs).

1. ↑  « Castle Parish: Local Area Report », sur le site de Nominis (données du recensement de 2011) [lire en ligne].